# Kisha (Album)
Kisha ist das Debütalbum der Schweizer Mundart- und Popsängerin Kisha, das im April 1999 erschien.

## Entstehung und Veröffentlichung
Die Erstveröffentlichung von Kisha erfolgte am 13. April 1999 bei Ariola. Das Album erschien in seiner Originalausführung als CD mit 13 Titeln (Katalognummer: 74321 655812). Das Frontcover zeigt Kishas linke Gesichtshälfte als Nahaufnahme. Links über ihr ist der Albumtitel beziehungsweise die Interpretenangabe zu finden.
Geschrieben und produziert wurden die Lieder von verschiedenen, wechselnden Autoren und Produzenten. Für die Produktion und den Schreibprozess der meisten Titel zeichnete das Trio aus  Peter Hantke, Detlef Höller und Frank Reinert verantwortlich (10 Titel). Kisha selbst war lediglich am Schreibprozess des Schlusstitels Evi’s Song beteiligt. Mit Pray beinhaltet das Lied eine Coverversion, die im Original von Take That aus dem Jahr 1993 stammt.

## Titelliste
| Nr. | Titel                             | Autor(en)                                                       | Produzent(en)                                                               | Länge |
| --- | --------------------------------- | --------------------------------------------------------------- | --------------------------------------------------------------------------- | ----- |
| 1.  | Why?                              | Peter Hantke, Frank Reinert, Detlef Höller                      | Peter Hantke, Frank Reinert, Detlef Höller                                  | 3:46  |
| 2.  | Pray (Coverversion von Take That) | Gary Barlow                                                     | Gary Barlow                                                                 | 3:41  |
| 3.  | On My Way                         | Peter Hantke, Frank Reinert, Detlef Höller, Ursula Kobel        | Peter Hantke, Frank Reinert, Detlef Höller, Andree Verleger                 | 3:41  |
| 4.  | Love Is Enough                    | Peter Hantke, Frank Reinert, Detlef Höller, Ursula Kobel        | Peter Hantke, Frank Reinert, Detlef Höller                                  | 3:37  |
| 5.  | Fairytale                         | Peter Hantke, Frank Reinert, Detlef Höller                      | Peter Hantke, Frank Reinert, Detlef Höller                                  | 3:58  |
| 6.  | I Wanna Be In Love With You       | Peter Hantke, Frank Reinert, Detlef Höller, O.I.                | Peter Hantke, Frank Reinert, Detlef Höller                                  | 3:51  |
| 7.  | Little Pieces Of You              | Dewey Dellay, Jennifer Dent                                     | Achim Oppermann, Achim Sobotta                                              | 3:42  |
| 8.  | Yeah Yeah Yeah                    | Mary S. Applegate, Peter Hantke, Frank Reinert, Detlef Höller   | Peter Hantke, Frank Reinert, Detlef Höller, DART                            | 2:58  |
| 9.  | This Is What I Feel               | Peter Hantke, Frank Reinert, Detlef Höller                      | Peter Hantke, Frank Reinert, Detlef Höller                                  | 3:48  |
| 10. | I'll Be With You                  | Frank Reinert, Detlef Höller, Angie Damschen                    | Peter Hantke, Frank Reinert, Detlef Höller                                  | 4:02  |
| 11. | Close To You                      | Frankie McCoy, Frank Reinert, Volker Bertelmann, Pete Plötzer   | Peter Hantke, Frank Reinert, Detlef Höller, Volker Bertelmann, Pete Plötzer | 3:30  |
| 12. | Never Thought This Could Be Love  | Achim Oppermann, Achim Sobotta                                  | Achim Oppermann, Achim Sobotta                                              | 3:46  |
| 13. | Evi's Song                        | Peter Hantke, Frank Reinert, Detlef Höller, Franzi Kobel, Kisha | Peter Hantke, Frank Reinert, Detlef Höller                                  | 3:30  |

## Singleauskopplungen
| Jahr | Titel          | Höchstplatzierung, Gesamtwochen, AuszeichnungChartplatzierungen (Jahr, Titel, , Platzierungen, Wochen, Auszeichnungen, Anmerkungen) | Höchstplatzierung, Gesamtwochen, AuszeichnungChartplatzierungen (Jahr, Titel, , Platzierungen, Wochen, Auszeichnungen, Anmerkungen) | Anmerkungen                            |
| Jahr | Titel          | DE | CH | Anmerkungen                            |
| ---- | -------------- | --- | --- | -------------------------------------- |
| 1998 | Why            | DE64 (9 Wo.)DE | CH9 (15 Wo.)CH | Erstveröffentlichung: 15. Juni 1998    |
| 1998 | Love Is Enough | — | CH33 (10 Wo.)CH | Erstveröffentlichung: 6. November 1998 |

## Chartplatzierungen
| ChartsChartplatzierungen | Höchstplatzierung | Wochen |
| ------------------------ | ----------------- | ------ |
| Schweiz (IFPI)           | 4 (9 Wo.)         | 9      |